# Pelogen
Pelogen (biopel) – górna, półpłynna warstwa mulistych osadów dennych (sapropel), o koloidalnej konsystencji, powstała z opadającej na dno materii organicznej, odznaczająca się dużą zawartością wody (nawet do 95%). Pelogel jest środowiskiem przejściowym (zobacz ekoton) między wodą przydenną a sapropelitem (z dużą zawartością substancji organicznych). W pelogenie odbywają się intensywne procesy biochemiczne, sprzyjające rozwojowi różnorodnej i licznej fauny dennej (bentos).